# Raoul Motoret
 (avril 2019).
Si vous disposez d'ouvrages ou d'articles de référence ou si vous connaissez des sites web de qualité traitant du thème abordé ici, merci de compléter l'article en donnant les références utiles à sa vérifiabilité et en les liant à la section « Notes et références ».
Raoul Motoret (17 août 1909 - 17 mars 1978) est un écrivain français.
Raoul Motoret est né à Auxonne. Il a grandi à Pontarlier où son père, Alexis Motoret, était commissaire de police et sa mère, Marie-Thérèse Sauvageot, directrice d’école.
Il a eu deux sœurs, Geneviève et Christiane qui fut l'épouse d'Émile Danoën.
Venu habiter le 15e arrondissement de Paris avec sa famille dans les années 1930, il y vécut jusqu’à sa mort.
Joueur, il partageait volontiers avec son entourage, les gains obtenus grâce à la Loterie nationale française ou au Pari mutuel urbain. C'est ainsi que, parfois, il fut amicalement le mécène de son beau-frère Émile Danoën qui s'inspira de ses aventures de turfiste dans Le Conseiller hippique.
Raoul Motoret est enterré dans le cimetière de Champtonnay dans la Haute-Saône.

## Œuvres
- Les Chants du cœur, Éditions de la Jeune académie, 1931, (recueil de poésies)
- La Coupable d’amour, Éditions Eugène Figuière, 1934, (roman)
- Le Drame de Volubilis, Éditions Eugène Figuière, 1935, (roman)